# Anna Popova
Pour les articles homonymes, voir Popov.
Anna Iourevna Popova (russe : Анна Юрьевна Попова), née le 18 octobre 1960 à Rostov-sur-le-Don, en URSS, est une haut-fonctionnaire russe. Médecin épidémiologiste, hygiéniste, docteure ès sciences et professeur, elle est cheffe du Service fédéral de surveillance de la protection des droits des consommateurs et du bien-être humain (Rospotrebnadzor) depuis 2013.
Elle a le grade civil de conseiller d'État effectif de la fédération de Russie de 1re classe.

## Biographie
En 1984, Anna Popova est diplômée de l'Université médicale d'État de Rostov avec un diplôme en hygiène sanitaire  et épidémiologie. 
Entre 1984 et 1986, elle travaille comme épidémiologiste, chef du service d'épidémiologie de la station sanitaire et épidémiologique du raïon de Boudionnovsk dans le Kraï de Stavropol. Elle y organise notamment la lutte contre une épidémie de diphtérie. Elle est ensuite de 1986 à 1991 épidémiologiste, médecin-chef du centre de surveillance sanitaire et épidémiologique d'État de Serpoukhov dans l'oblast de Moscou. De 1994 à 2005, elle dirige le service sanitaire et épidémiologique du raïon de Serpoukhov. 
De 2006 à 2008 elle est première vice-directrice de Rospotrebnadzor dans l'oblat de Moscou. En 2008, elle a été nommée cheffe du département du personnel, de l'enseignement supérieur et de l'éducation à l'hygiène de Rospotrebnadzor. 
Le 23 décembre 2011 elle est nommée vice-directrice de Rospotrebnadzor. À partir du 23 octobre 2013, elle dirige le service par intérim,. Le 10 avril 2014 elle est officiellement nommée à sa tête.

## Recherche et enseignements
En 2000, elle soutient sa thèse de doctorat sur le thème Sécurité hygiénique de la population sous pollution environnementale par les biphényles chlorés : l'exemple d'un territoire modèle. En 2005, elle obtient le titre de professeur dans la spécialité Hygiène. 
Elle est cheffe du département d'hygiène sociale et d'organisation du service sanitaire et épidémiologique de l'Académie médicale de formation continue russe (ru). Elle enseigne l'Hygiène générale au département d'hygiène de l'Université de médecine Ivan Setchenov de Moscou. Elle est le rédacteur en chef de la revue scientifique et pratique mensuelle Santé publique et environnement - ZNiSO. Elle est auteur et co-auteur de plus de 70 articles scientifiques, de deux monographies, et plus de 50 normes et méthodologiques.

## Distinctions
- Ordre de l'Honneur